# 1790 au Canada
Pour un article plus général, voir Chronologie du Canada.
Cet article traite des événements qui se sont produits durant l'année 1790 au Canada.

## Événements

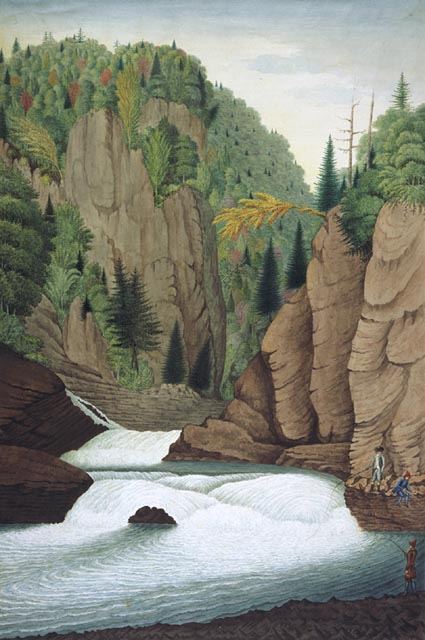
Vue de la partie basse des chutes de Sainte Anne près de Québec - Thomas Davies en 1790

- 14 janvier : première représentation de l'opéra Colas et Collinette composée par Joseph Quesnel à Montréal.
- Les nouvelles de la Révolution française parviennent au Canada. Les mesures prises sont généralement bien accueillis par les canadiens. Le gouvernement britannique pour garder le calme dans sa colonie propose d'instituer le Parlementarisme dans un projet de nouvelle constitution[1].
- 8 octobre : Alured Clarke devient lieutenant-gouverneur de la Province of Quebec.
- Thomas Dunn fonde la Brasserie Dow.
- Mise en place d'un chantier naval à Chatham sur le Lac Érié.

### Côtes du Pacifique
- Le nouveau vice-roi de la Nouvelle-Espagne, Juan Vicente de Güemes Padilla Horcasitas y Aguayo demande de réoccuper la Baie de Nootka. 3 navires s'y rendent commandés par Francisco de Eliza, Manuel Quimper et Salvador Fidalgo. Francisco de Eliza va rétablir la colonie de Santa Cruz de Nuca. Manuel Quimper va explorer le Détroit de Juan de Fuca. Salvador Fidalgo va explorer l'Alaska.
- Crise de Nootka : l'Espagne et la Grande-Bretagne sont au bord de la guerre. Des négociations vont permettre d'éviter un conflit et d'arriver à la Convention de Nootka le 28 octobre.

## Naissances
- Février : Peter Skene Ogden, trappeur et explorateur.
- 19 décembre : William Edward Parry, explorateur de l'Arctique.

## Décès
- 11 février : Jean-Baptiste Curatteau, prêtre et éducateur.
- 7 mars : Charles d'Youville Dufrost, prêtre.
- 28 mai : Joseph-Pierre de Bonnecamps, missionnaire jésuite.